# Adi Granth

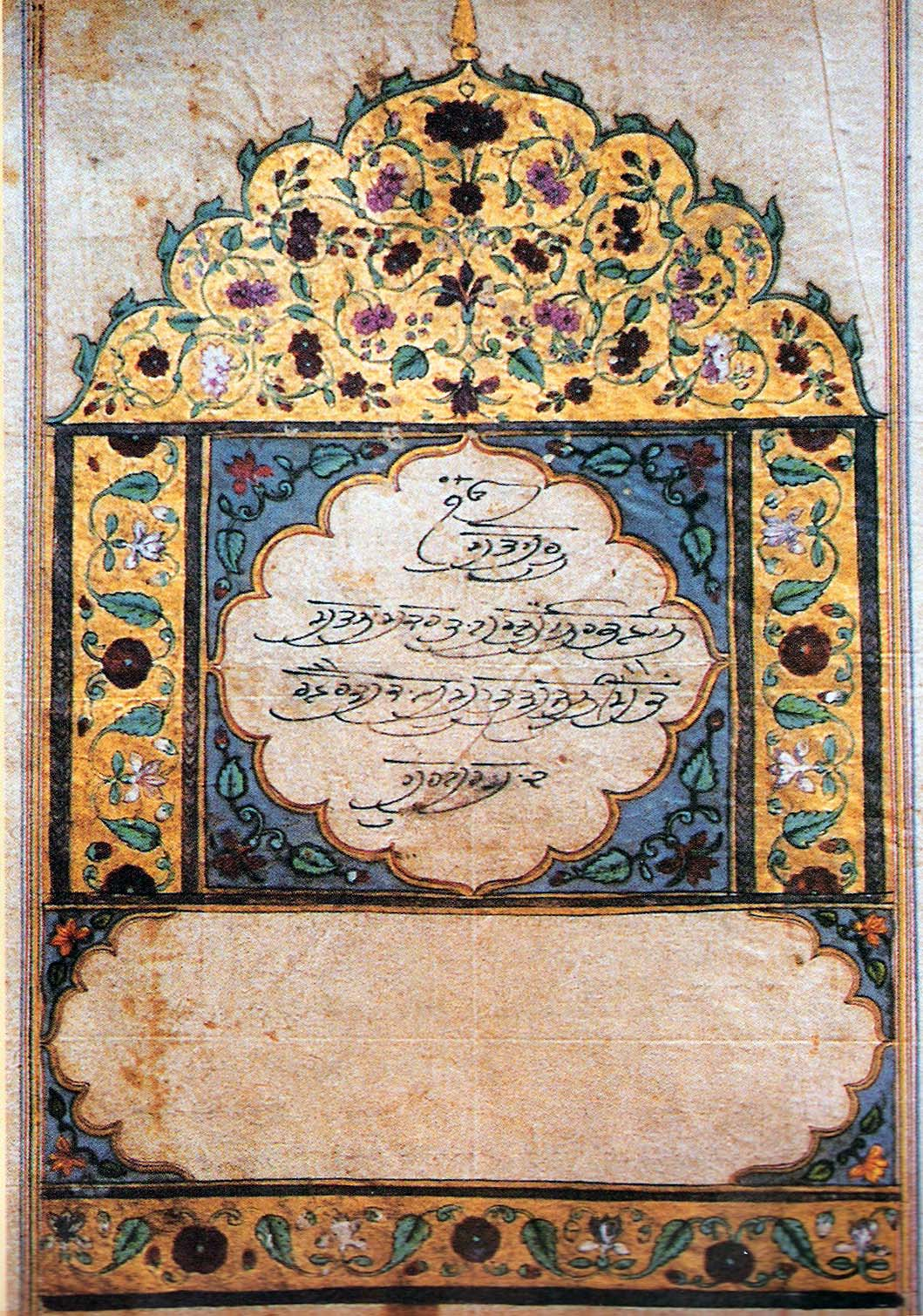
Folio del Adi Granth iluminado (miniado) con el nisán de Guru Gobind Singh. Fines del o principios del. Tamaño del folio: 360 × 283 mm; tamaño de la iluminación: 256 × 193 mm. Colección de Takht Sri Harimandir Sahib (en Patna, India).

Adi Granth (en panyabí: ‘libro principal’) es un texto sagrado del sijismo.
Está compuesto por cerca de 6000 himnos de los gurús sij y santos hindúes e islámicos
Es el documento central de la veneración en todos los gurdwaras (templos).
Diariamente se abre y se cierra de manera ritual, y en ocasiones especiales se lee incesantemente.
Fue recopilado por primera vez en 1604 por Arjan, quien incluyó sus propios himnos y los de sus predecesores, además de las canciones devotas de los santos.
En 1704, Gobind Singh (el último gurú), añadió más himnos y decretó que después de su muerte no se deberían aceptar más gurúes, y que el Adi Granth tomaría el lugar del gurú.
Escrito en su mayoría en panyabí o hindi, contiene el Mantra Mul (‘oración raíz’), el Japji (la escritura más importante, escrita por Nanak) e himnos organizados de acuerdo a las ragas en las cuales son cantados.
- Datos: Q1078095